# Cytisus beanii
Cytisus beanii là một loài thực vật có hoa trong họ Đậu. Loài này được Dallim. miêu tả khoa học đầu tiên.